# Ernst Zahn
Ernst Zahn (Zúric, 1867 — Meggen, Lucerna, 1952) va ser un escriptor suís. Destaca per una narrativa molt popular amb vocació de descriure el paisatge i les formes de vida del seu temps a Suïssa.

## Obres

### Novel·les
- Albin Indergand (1901)
- Frau Sixta (1926)
- Mütter (‘Mares', 1946)
- Welt im Spiegel (‘Món al mirall', 1951)

### Reculls de narracions
- Helden des Alltags (‘Herois de cada dia’, 1906)
- Einsamkeit (‘Solitud', 1910)
- Ernte des Lebens (‘Herència de la vida’, 1950)